# Distrito electoral federal 6 de Hidalgo
El Distrito Electoral Federal 6 de Hidalgo es uno de los trescientos Distritos Electorales en los que se encuentra dividido el territorio de México para la elección de diputados federales y uno de los siete en los que se divide el estado de Hidalgo. 
La cabecera distrital es la ciudad de Pachuca de Soto; que es donde se reúnen y cotejan los resultados de los colegios electorales individuales.

## Distritaciones anteriores

### Distritación 1996 - 2005
Entre 1996 y 2005 el Sexto Distrito se encontraba ubicado en la misma región, integrándolo por cinco municipios: Mineral de la Reforma, Pachuca de Soto, Mineral del Chico, Mineral del Monte y San Agustín Tlaxiaca.

### Distritación 2005 - 2017
Entre 2005 y 2017 el Sexto Distrito se encontraba ubicado en la misma región, integrándolo por dos municipios: Mineral de la Reforma y Pachuca de Soto.

### Distritación 2017 - 2022
Entre 2017 y 2022 el Sexto Distrito se encontraba ubicado en la misma región, integrándolo por cuatro municipios: Pachuca de Soto, Tizayuca, Tolcayuca y Zapotlán de Juárez.

## Demarcación territorial
Este distrito se encuentra integrado por un total de 6 municipios y 197 secciones electorales, que son los siguientes:
1. Ajacuba, integrado por 11 secciones
2. Francisco I. Madero, integrado por 17 secciones
3. Pachuca de Soto, integrado por 135 secciones
4. San Agustín Tlaxiaca, integrado por 18 secciones
5. Tetepango, integrado por 7 secciones
6. Tlahuelilpan, integrado por 9 secciones

## Diputados por el distrito
| Diputado                                                                         | Grupo parlamentario | Legislatura           | Periodo     |
| -------------------------------------------------------------------------------- | ------------------- | --------------------- | ----------- |
| José María Martínez de la Concha                                                 |                     | V                     | 1869 - 1871 |
| Vacante                                                                          | Vacante             | VI                    | 1871 - 1873 |
| Jesús Zenil (Suplente)                                                           |                     | VII                   |             |
| Eugenio Barreiro                                                                 |                     | VIII                  | - 1878      |
| Jesús Zenil                                                                      |                     | IX                    | 1878 - 1880 |
| Juan Antonio Mateos                                                              |                     | X                     | 1880 - 1882 |
| Ángel Hermosillo                                                                 |                     | XI                    | 1882 - 1884 |
| Juan José Baz                                                                    |                     | XII                   | 1884 - 1886 |
| Julio Zárate                                                                     |                     | XIII                  | 1886 - 1888 |
| Manuel Mirus                                                                     |                     | XIV XV XVI XVII XVIII | 1888 - 1898 |
| José Castellot                                                                   |                     | XIX XX                | 1898 - 1902 |
| Emeterio de la Garza Jr.                                                         |                     | XXI XXII              | 1902 - 1906 |
| Vacante                                                                          | Vacante             | XXIII                 | 1906 - 1908 |
| Emeterio de la Garza Jr.                                                         |                     | XXIV                  | 1908 - 1910 |
| Joaquín González Ortega                                                          |                     | XXV                   | 1910 - 1912 |
| Alfonso Cravioto                                                                 |                     | XXVI                  | 1912 - 1913 |
| Vacante                                                                          | Vacante             | Constituyente         | 1916 - 1917 |
| Jesús Silva                                                                      |                     | XXVII                 | 1917 - 1918 |
| Aniceto Ortega de Villar                                                         |                     | XXVIII                | 1918 - 1920 |
| Estanislao Olguín                                                                |                     | XXIX                  | 1920 - 1922 |
| José Trinidad Cano                                                               |                     | XXX                   | 1922 - 1924 |
| Juvencio Nochebuena Palacios                                                     |                     | XXXI                  | 1924 - 1926 |
| Honorato Austria                                                                 |                     | XXXII XXXIII          | 1926 - 1930 |
| Otilio Villegas Lora                                                             |                     | XXXIV XXXV            | 1930 - 1934 |
| Salvador Mayorga                                                                 |                     | XXXVI                 | 1934 - 1937 |
| Leopoldo Badillo                                                                 |                     | XXXVII                | 1937 - 1940 |
| Otilio Villegas Lora                                                             |                     | XXXVIII               | 1940 - 1943 |
| El distrito VI es suprimido en 1943. Es restablecido en la distritación de 1978. |                     |                       |             |
| Manuel Rangel Escamilla                                                          |                     | LI                    | 1979 - 1982 |
| Antonio Ramírez Herrera                                                          |                     | LII                   | 1982 - 1985 |
| Jesús Murillo Karam                                                              |                     | LIII                  | 1985 - 1988 |
| Rodolfo Ruiz Pérez Escobar                                                       |                     | LIV                   | 1988 - 1991 |
| Juan Carlos Alva Calderón                                                        |                     | LV                    | 1991 - 1994 |
| Prisciliano Gutiérrez Hernández                                                  |                     | LVI                   | 1994 - 1997 |
| Manuel Ángel Núñez Soto                                                          |                     | LVII                  | 1997 - 1998 |
| Lilia Reyes Morales                                                              | 1998 - 2000         | LVII                  |             |
| Juan Manuel Sepúlveda Fayad                                                      |                     | LVIII                 | 2000 - 2003 |
| Miguel Ángel Osorio Chong                                                        |                     | LIX                   | 2003 - 2004 |
| Alfredo Bejos Nicolás                                                            | 2004 - 2006         | LIX                   |             |
| Daniel Ludlow Kuri                                                               |                     | LX                    | 2006 - 2009 |
| Carolina Viggiano Austria                                                        |                     | LXI                   | 2009 - 2012 |
| Mirna Hernández Morales                                                          |                     | LXII                  | 2012 - 2015 |
| Alfredo Bejos Nicolás                                                            |                     | LXIII                 | 2015 - 2018 |
| Lidia García Anaya                                                               |                     | LXIV LXV              | 2018 - 2024 |
| Ricardo Crespo Arroyo                                                            |                     | LXVI                  | 2024 -      |

## Resultados electorales

### 2009
|  | Partido Acción Nacional                        |  | Gloria Romero León              |
|  | Partido Revolucionario Institucional           |  | Carolina Viggiano Austria Hecho |
|  | Partido de la Revolución Democrática           |  | Selene Olvera Nieto             |
|  | Coalición Salvemos a México (PT, Convergencia) |  | María Teresa Medina Vite        |
|  | Partido Verde Ecologista de México             |  | Erika Ortigoza Vázquez          |
|  | Partido Nueva Alianza                          |  | Víctor Olid Trejo Vivanco       |
|  | Partido Socialdemócrata                        |  | Jaime Daniel tinas Paz          |

### 2012
| Elecciones federales de 2012 | Elecciones federales de 2012 | Elecciones federales de 2012                            | Elecciones federales de 2012 | Elecciones federales de 2012  | Elecciones federales de 2012 |
| Partido/Coalición            | Partido/Coalición            | Partido/Coalición                                       | Candidato                    | Candidato                     |                              |
| ---------------------------- | ---------------------------- | ------------------------------------------------------- | ---------------------------- | ----------------------------- | ---------------------------- |
|                              |                              | Partido Acción Nacional                                 |                              | Luis Enrique Baños Gómez      |                              |
|                              |                              | Partido Revolucionario Institucional                    |                              | Mirna Hernández Morales Hecho |                              |
|                              |                              | Movimiento Progresista (PRD, PT y Movimiento Ciudadano) |                              | María Cruz García Sánchez     |                              |
|                              |                              | Partido Verde Ecologista de México                      |                              | Sinaí Hernández Aldana        |                              |
|                              |                              | Partido Nueva Alianza                                   |                              | Erendira Contreras Hernández  |                              |

### 2015
|  | 33.23 % |

|  | 18.05 % |

|  | 12.72 % |

|  | 7.54 % |

|  | 7.13 % |

|  | 5.93 % |

|  | 3.64 % |

|  | 2.22 % |

|  | 2.15 % |

|  | 1.86 % |

|  | 0.15 % |

|  | 94.69 % |

|  | 5.31 % |